# Chavenon
Chavenon – miejscowość i gmina we Francji, w regionie Owernia-Rodan-Alpy, w departamencie Allier.

## Demografia
Według danych na rok 1990 gminę zamieszkiwało 155 osób, a gęstość zaludnienia wynosiła 9 osób/km². W styczniu 2015 r. Chavenon zamieszkiwały 134 osoby, przy gęstości zaludnienia wynoszącej 7,8 osób/km².